# Révolte épirote de 1878
La révolte épirote de 1878 est un soulèvement nationaliste grec qui éclate en Épire, alors une province ottomane, le pachalik de Ioannina, au moment de la Guerre russo-turque de 1877-1878. Cette révolte reçoit un important soutien de l'opinion publique du royaume de Grèce, ce qui conduit Athènes à intervenir militairement contre l'Empire ottoman. Cependant, les grandes puissances européennes obligent le royaume à reculer et la révolte est bientôt réprimée par le pouvoir turc.